# Börsmatchen
Börsmatchen var ett tävlingsprogram i TV4 som gick hösten 2000 med Staffan Ling och Rafaela Bjäringer som programledare. Programmet producerades i samarbete med E*TRADE Sverige AB och Dagens Industri. Bland deltagarna fanns Ernst Billgren, Bo "Löparn" Engwall, Caroline Giertz, Stig Malm och lantbrukaren Göran Karlsson som tidigare hade vunnit Börs-SM.
I och med Börsmatchen gjorde TV4 underhållning av småsparande och det intresse för börsen som uppkommit till följd av IT-bubblan. De tävlande fick 10 000 svenska kronor att investera på börsen och det lag som efter 12 veckor hade fått kapitalet att växa mest fick behålla pengarna. Parallellt med TV-tävlingen pågick även en tävling för tittarna på webben där man kunde satsa 5 000 kronor av eget kapital med chans att vinna en miljon kronor. På webbplatsen fanns även chattar med kändisdeltagarna, resultatlistor, en omröstning om folkets favoritaktie och varje vecka utsågs ”veckans aktie-svensk”.
Några månader tidigare hade TV4 sänt ett program på samma tema med namnet "Aktiekväll med Loket och Unni" som leddes av Leif "Loket" Olsson och Unni Jerndal. Programmet sändes inför Telias börsintroducering och hade som mål att upplysa svenskarna kring vad det innebar att köpa folkaktien. Programmet sågs av 600 000 tittare.